# Aino-Inkeri Notkola
Aino-Inkeri Notkola (24 de octubre de 1903 - 18 de enero de 1999) fue una actriz finlandesa. 

## Biografía
Nacida en Kiihtelysvaara, actualmente parte de Joensuu, Finlandia, por su trayectoria en 1958 recibió la Medalla Pro Finlandia.
Aino-Inkeri Notkola falleció en Helsinki, Finlandia, en el año 1999. Había estado casada con el actor Arvo Lehesmaa desde 1926 hasta la muerte de él en 1973.

## Filmografía
- 1945 : Mikä yö!
- 1946 : Menneisyyden varjo
- 1947 : Kultamitalivaimo
- 1948 : Toukokuun taika
- 1948 : Onnen-Pekka
- 1949 : Sinut minä tahdon
- 1950 : Tanssi yli hautojen
- 1952 : Niskavuori-filmerna
- 1954 : Arne på Storgården
- 1960 : Lumisten metsien tyttö
- 1963 : Mitä tehdä? (TV)
- 1966 : Lokki (TV)
- 1966 : Mona Lisan hymy (TV)
- 1968 : Här under polstjärnan
- 1969 : Här under polstjärnan (TV)